# The Atomic Bitchwax
A The Atomic Bitchwax amerikai együttes. 1992-ben alakultak a New Jersey állambeli Neptune-ban. A zenekar a Monster Magnet "kistestvérének" számít, hasonló hangzásviláguk miatt. 

## Története
Chris Kosnik énekes-basszusgitáros alapította. Főleg a stoner rock és a pszichedelikus rock műfajokban játszanak, de jelen vannak a heavy metal és a hard rock műfajokban is. Lemezeiket a TeePee Records és a MeteorCity kiadók jelentetik meg. Első nagylemezüket 1999-ben adták ki. Második stúdióalbumuk egy évvel később, 2000-ben került a boltok polcaira. 2002-ben egy EP-t is piacra dobtak. Harmadik nagylemezük 2005-ben jelent meg, egy évvel később, 2006-ban pedig egy újabb EP is kikerült a házuk tájáról. 2007-ben a Monster Magnet dobosa, Bob Pantella csatlakozott a zenekarhoz. 2011-ben, 2015-ben és 2017-ben is megjelentettek stúdióalbumokat.
Magyarországon eddig egyszer koncerteztek, 2016-ban, a Dürer Kertben. 2018 júliusában másodszor is felléptek hazánkban, ezúttal az A38 Hajón.

## Tagok
- Chris Kosnik - basszusgitár, ének
- Bob Pantella - dobok, ütős hangszerek
- Finn Ryan - gitár, ének

## Korábbi tagok
- Ed Mundell - gitár
- Keith Ackerman - dobok, ütős hangszerek

## Diszkográfia
- The Atomic Bitchwax (1999)
- II (2000)
- Spit Blood (EP, 2002)
- 3 (2005)
- Boxriff (EP, 2006)
- T4B (2008)
- The Local Fuzz (2011)
- Gravitron (2015)
- Force Field (2017)
- Scorpio (2020)